# Catantopinae
Catantopinae es una subfamilia de insectos ortópteros caelíferos perteneciente a la familia Acrididae. La subfamilia no está bien definida; algunos géneros tendrán que ser trasladados.

## Géneros
Según Orthoptera Species File (31 mars 2010):
- Allagini Johnston, 1956
  -     - Allaga Karsch, 1896
    - Sauracris Burr, 1900
- Apoboleini Johnston, 1956
  -     - Apoboleus Karsch, 1891
    - Pseudophialosphera Dirsh, 1952
    - Squamobibracte Ingrisch, 1989
- Catantopini Brunner von Wattenwyl, 1893
  - Apotropina Key, 1993
    - Apotropis Bolívar, 1906
    - Azelota Brunner von Wattenwyl, 1893
    - Burcatelia Sjöstedt, 1930
    - Clepsydria Sjöstedt, 1920
    - Epallia Sjöstedt, 1921
    - Fipurga Sjöstedt, 1921
    - Goniaeoidea Sjöstedt, 1920
    - Percassa Sjöstedt, 1921
    - Perunga Sjöstedt, 1921
    - Schayera Key, 1990

  - Aretzina Key, 1993
    - Aretza Sjöstedt, 1921
    - Brachyexarna Sjöstedt, 1921
    - Exarna Brunner von Wattenwyl, 1893
    - Macrocara Uvarov, 1930
    - Terpillaria Sjöstedt, 1920
    - Zebratula Sjöstedt, 1920

  - Buforaniina Key, 1993
    - Buforania Sjöstedt, 1920
    - Cuparessa Sjöstedt, 1921
    - Phanerocerus Saussure, 1888
    - Raniliella Sjöstedt, 1921
    - Tapesta Sjöstedt, 1921

  - Catantopina Brunner von Wattenwyl, 1893
    - Catantops Schaum, 1853
    - Catantopsilus Ramme, 1929
    - Catantopsis Bolívar, 1912
    - Diabolocatantops Jago, 1984
    - Stenocatantops Dirsh, 1953

  - Cirphulina Key, 1993
    - Chirotepica Sjöstedt, 1936
    - Cirphula Stål, 1873
    - Macrolopholia Sjöstedt, 1920

  - Coryphistina Mishchenko, 1952
    - Adreppus Sjöstedt, 1921
    - Beplessia Sjöstedt, 1921
    - Camelophistes Key, 1994
    - Charpentierella Key, 1994
    - Coryphistes Charpentier, 1844
    - Euophistes Sjöstedt, 1920
    - Macrolobalia Sjöstedt, 1921
    - Relatta Sjöstedt, 1921
    - Spectrophistes Key, 1994

  - Cratilopina Key, 1993
    - Caperrala Sjöstedt, 1921
    - Cratilopus Bolívar, 1906
    - Exarhalltia Sjöstedt, 1930
    - Typaya Sjöstedt, 1921

  - Ecphantina Key, 1993
    - Ecphanthacris Tinkham, 1940
    - Ecphantus Stål, 1878
    - Happarana Sjöstedt, 1920

  - Eumecistina Key, 1993
    - Asoramea Sjöstedt, 1921
    - Cervidia Stål, 1878
    - Erythropomala Sjöstedt, 1920
    - Eumecistes Brancsik, 1896
    - Euomopalon Sjöstedt, 1920
    - Genurellia Sjöstedt, 1931
    - Microphistes Sjöstedt, 1920
    - Pardillana Sjöstedt, 1920
    - Pespulia Sjöstedt, 1921
    - Retuspia Sjöstedt, 1921

  - Goniaeina Key, 1993
    - Goniaea Stål, 1873

  - Hepalicina Key, 1993
    - Hepalicus Sjöstedt, 1921

  - Loiteriina Key, 1993
    - Loiteria Sjöstedt, 1921

  - Maclystriina Key, 1993
    - Maclystria Sjöstedt, 1921
    - Perloccia Sjöstedt, 1936

  - Macrazelotina Key, 1993
    - Macrazelota Sjöstedt, 1921
    - Rusurplia Sjöstedt, 1930

  - Macrotonina Key, 1993
    - Macrotona Brunner von Wattenwyl, 1893
    - Theomolpus Bolívar, 1918
    - Xypechtia Sjöstedt, 1921

  - Micreolina Key, 1993
    - Micreola Sjöstedt, 1920
    - Sjoestedtacris Baehr, 1992
    - Sumbilvia Sjöstedt, 1921

  - Peakesiina Key, 1993
    - Caloptilla Sjöstedt, 1921
    - Catespa Sjöstedt, 1921
    - Cedarinia Sjöstedt, 1920
    - Cuprascula Sjöstedt, 1921
    - Curpilladia Sjöstedt, 1934
    - Desertaria Sjöstedt, 1920
    - Lagoonia Sjöstedt, 1931
    - Peakesia Sjöstedt, 1920
    - Perelytrana Sjöstedt, 1936
    - Testudinellia Sjöstedt, 1930
    - Xanterriaria Sjöstedt, 1934
    - Yrrhapta Sjöstedt, 1921
    - Zabrala Sjöstedt, 1921

  - Perbelliina Key, 1993
    - Ablectia Sjöstedt, 1921
    - Capraxa Sjöstedt, 1920
    - Minyacris Key, 1992
    - Perbellia Sjöstedt, 1920
    - Phaulacridium Brunner von Wattenwyl, 1893
    - Porraxia Sjöstedt, 1921
    - Rectitropis Sjöstedt, 1936

  - Pyrgophistina Key, 1993
    - Pyrgophistes Key, 1992

  - Russalpiina Key, 1993
    - Russalpia Sjöstedt, 1921
    - Sigaus Hutton, 1897
    - Tasmanalpina Key, 1991
    - Tasmaniacris Sjöstedt, 1932
    - Truganinia Key, 1991

  - Stropina Brunner von Wattenwyl, 1893
    - Adlappa Sjöstedt, 1920
    - Collitera Sjöstedt, 1921
    - Parazelum Sjöstedt, 1921
    - Stropis Stål, 1873

  - Urnisina Key, 1993
    - Rhitzala Sjöstedt, 1921
    - Urnisa Stål, 1861

  - sous-tribu indéterminée
    - Catantopides Ramme, 1941
    - Dimeracris Niu & Zheng, 1993
    - Phaeocatantops Dirsh, 1953
    - Stenocrobylus Gerstaecker, 1869
    - Trichocatantops Uvarov, 1953
    - Xenocatantops Dirsh & Uvarov, 1953
- Diexiini Mishchenko, 1945
  -     - Bufonacridella Adelung, 1910
    - Diexis Zubovski, 1899
- Gereniini Brunner von Wattenwyl, 1893
  -     - Anacranae Miller, 1934
    - Bibractella Storozhenko, 2002
    - Gerenia Stål, 1878
- Histrioacridini Key, 1993
  - Histrioacridina Key, 1993
    - Histrioacrida Sjöstedt, 1930

  - Scurrina Key, 1993
    - Scurra Key, 1992
- Kakaduacridini Key, 1993
  -     - Kakaduacris Key, 1992
- Merehanini Baccetti, 1984
  -     - Merehana Kevan, 1957
- Oxyrrhepini Tinkham 1940
  -     - Oxyrrhepes Stål, 1873
- Paraconophymatini Otte, 1995
  -     - Paraconophyma Uvarov, 1921
- Pezotettigini Brunner von Wattenwyl, 1893
  -     - Pezotettix Burmeister, 1840
    - Sphenophyma Uvarov, 1934
- Stolziini Tinkham, 1940
  -     - Stolzia Willemse, 1930
- Tauchirini 
  -     - Chapacris Tinkham, 1940
    - Tauchira Stål, 1878
    - Toacris Tinkham, 1940
    - Tszacris Tinkham, 1940
- Trauliini Willemse, 1921
  -     - Pseudotraulia Laosinchai & Jago, 1980
    - Traulia Stål, 1873
- Urnisiellini Key, 1993
  -     - Urnisiella Sjöstedt, 1930
- Uvaroviini Mishchenko, 1952
  -     - Uvarovium Dirsh, 1927
- Wiltshirellini Shumakov, 1963
  -     - Wiltshirella Popov, 1951
- Xenacanthippini Tinkham, 1940
  -     - Xenacanthippus Miller, 1934
- tribu indeterminada
  -     - Aresceutica Karsch, 1896
    - Auloserpusia Rehn, 1914
    - Coenona Karsch, 1896
    - Pteropera Karsch, 1891
    - Segellia Karsch, 1891
    - Serpusia Karsch, 1891
    - Serpusilla Ramme, 1931
    - Abisares Stål, 1878
    - Alectorolophellus Ramme, 1941
    - Alectorolophus Brunner von Wattenwyl, 1898
    - Allotriusia Karsch, 1896
    - Alpinacris Bigelow, 1967
    - Althaemenes Stål, 1878
    - Alulacris Zheng, 1981
    - Ambrea Dirsh, 1962
    - Amismizia Bolívar, 1914
    - Anapropacris Uvarov, 1953
    - Angolacris Dirsh, 1962
    - Anischnansis Dirsh, 1959
    - Anomalocatantops Jago, 1984
    - Anthermus Stål, 1878
    - Antita Bolívar, 1908
    - Apalacris Walker, 1870
    - Apalniacris Ingrisch, Willemse & Shishodia, 2004
    - Arminda Krauss, 1892
    - Assamacris Uvarov, 1942
    - Bacuita Strand, 1932
    - Bambusacris Henry, 1933
    - Bannacris Zheng, 1980
    - Barombia Karsch, 1891
    - Bettotania Willemse, 1933
    - Beybienkoacris Storozhenko, 2005
    - Bhutanacridella Willemse, 1962
    - Bibracte Stål, 1878
    - Binaluacris Willemse, 1932
    - Brachaspis Hutton, 1898
    - Brachycatantops Dirsh, 1953
    - Brachyelytracris Baehr, 1992
    - Brownacris Dirsh, 1958
    - Bumacris Willemse, 1931
    - Burmacris Uvarov, 1942
    - Burttia Dirsh, 1951
    - Calderonia Bolívar, 1908
    - Callicatantops Uvarov, 1953
    - Cardeniopsis Dirsh, 1955
    - Cardenius Bolívar, 1911
    - Carsula Stål, 1878
    - Caryandoides Zheng & Xie, 2007
    - Carydana Bolívar, 1918
    - Celebesia Bolívar, 1917
    - Cerechta Bolívar, 1922
    - Chopardminda Morales-Agacino, 1941
    - Choroedocus Bolívar, 1914
    - Chromophialosphera Descamps & Donskoff, 1968
    - Cingalia Ramme, 1941
    - Circocephalus Willemse, 1928
    - Cledra Bolívar, 1918
    - Coloracris Willemse, 1938
    - Coniocara Henry, 1940
    - Craneopsis Willemse, 1933
    - Criotocatantops Jago, 1984
    - Crobylostenus Ramme, 1929
    - Cryptocatantops Jago, 1984
    - Cylindracris Descamps & Wintrebert, 1967
    - Deliacris Ramme, 1941
    - Dendrocatantops Descamps & Wintrebert, 1966
    - Descampsilla Wintrebert, 1972
    - Digrammacris Jago, 1984
    - Dioscoridus Popov, 1957
    - Dirshilla Wintrebert, 1972
    - Dubitacris Henry, 1937
    - Duplessisia Dirsh, 1956
    - Duviardia Donskoff, 1985
    - Eliya Uvarov, 1927
    - Enoplotettix Bolívar, 1913
    - Epacrocatantops Jago, 1984
    - Eritrichius Bolívar, 1898
    - Eubocoana Sjöstedt, 1931
    - Eupreponotus Uvarov, 1921
    - Eupropacris Walker, 1870
    - Exopropacris Dirsh, 1951
    - Fer Bolívar, 1918
    - Frontifissia Key, 1937
    - Gemeneta Karsch, 1892
    - Genimen Bolívar, 1918
    - Genimenoides Henry, 1934
    - Gerunda Bolívar, 1918
    - Gibbitergum Zheng & Shi, 1998
    - Guineacris Ramme, 1941
    - Guizhouacris Yin & Li, 2006
    - Hadrolecocatantops Jago, 1984
    - Harantacris Wintrebert, 1972
    - Harpezocatantops Jago, 1984
    - Heinrichius Ramme, 1941
    - Ikonnikovia Bei-Bienko, 1935
    - Indomesambria Ingrisch, 2006
    - Ischnansis Karsch, 1896
    - Ixalidium Gerstaecker, 1869
    - Javanacris Willemse, 1955
    - Kinangopa Uvarov, 1938
    - Kwidschwia Rehn, 1914
    - Lefroya Kirby, 1914
    - Liaopodisma Zheng, 1990
    - Longchuanacris Zheng & Fu, 1989
    - Longgenacris You & Li, 1983
    - Longzhouacris You & Bi, 1983
    - Lucretilis Stål, 1878
    - Lyrolophus Ramme, 1941
    - Maculacris Willemse, 1932
    - Madimbania Dirsh, 1953
    - Maga Bolívar, 1918
    - Magaella Willemse, 1974
    - Malua Ramme, 1941
    - Mananara Dirsh, 1962
    - Mayottea Rehn, 1959
    - Mazaea Stål, 1876
    - Melicodes Uvarov, 1923
    - Melinocatantops Jago, 1984
    - Meltripata Bolívar, 1912
    - Mengkokacris Ramme, 1941
    - Menglacris Jiang & Zheng, 1994
    - Mesambria Stål, 1878
    - Micronacris Willemse, 1957
    - Milleriana Willemse, 1957
    - Moessonia Willemse, 1921
    - Molucola Bolívar, 1915
    - Mopla Henry, 1940
    - Naraikadua Henry, 1940
    - Nathanacris Willemse & Ingrisch, 2004
    - Navasia Kirby, 1914
    - Noliba Bolívar, 1922
    - Ochlandriphaga Henry, 1933
    - Oenocatantops Dirsh, 1953
    - Opharicus Uvarov, 1940
    - Opiptacris Walker, 1870
    - Orthocephalum Willemse, 1921
    - Oshwea Ramme, 1929
    - Oxycardenius Uvarov, 1953
    - Oxycatantops Dirsh, 1953
    - Pachyacris Uvarov, 1923
    - Pachycatantops Dirsh, 1953
    - Pagdenia Miller, 1934
    - Palniacris Henry, 1940
    - Paprides Hutton, 1897
    - Paracardenius Bolívar, 1912
    - Paracaryanda Willemse, 1955
    - Parahysiella Wintrebert, 1972
    - Paralecterolophus Ramme, 1941
    - Paramesambria Willemse, 1957
    - Paraperineta Descamps & Wintrebert, 1967
    - Parapropacris Ramme, 1929
    - Paraserpusilla Dirsh, 1962
    - Parastenocrobylus Willemse, 1921
    - Paratoacris Li & Jin, 1984
    - Paraxenotettix Dirsh, 1961
    - Pareuthymia Willemse, 1930
    - Peitharchicus Brunner von Wattenwyl, 1898
    - Pelecinotus Bolívar, 1902
    - Perakia Ramme, 1929
    - Perineta Dirsh, 1962
    - Pezocatantops Dirsh, 1953
    - Phalaca Bolívar, 1906
    - Platycatantops Baccetti, 1985
    - Platycercacris Zheng & Shi, 2001
    - Pododula Karsch, 1896
    - Pseudofinotina Dirsh, 1962
    - Pseudogerunda Bei-Bienko, 1935
    - Pseudohysiella Dirsh, 1962
    - Pteroperina Ramme, 1929
    - Pyramisternum Huang, 1983
    - Racilia Stål, 1878
    - Racilidea Bolívar, 1918
    - Ranacris You & Lin, 1983
    - Salinacris Willemse, 1957
    - Sedulia Stål, 1878
    - Serpusiacris Descamps & Wintrebert, 1967
    - Serpusiformia Dirsh, 1966
    - Seyrigacris Bolívar, 1932
    - Shennongipodisma Zhong & Zheng, 2004
    - Siamacris Willemse, 1955
    - Siebersia Willemse, 1933
    - Sinopodismoides Gong, Zheng & Lian, 1995
    - Sinstauchira Zheng, 1981
    - Siruvania Henry, 1940
    - Sphaerocranae Willemse, 1972
    - Staurocleis Uvarov, 1923
    - Striatosedulia Ingrisch, 1989
    - Strombocardeniopsis Jago, 1984
    - Sulawesiana Koçak & Kemal, 2008
    - Sygrus Bolívar, 1889
    - Tangana Ramme, 1929
    - Tarbaleus Brunner von Wattenwyl, 1898
    - Tauchiridea Bolívar, 1918
    - Tauracris Willemse, 1931
    - Thymiacris Willemse, 1937
    - Tinnevellia Henry, 1940
    - Traulacris Willemse, 1933
    - Traulitonkinacris You & Bi, 1983
    - Triodicolacris Baehr, 1992
    - Tuberofera Willemse, 1930
    - Tunstallops Jago, 1984
    - Utanacris Miller, 1934
    - Uvarovacris Rehn, 1944
    - Veseyacris Dirsh, 1959
    - Visayia Rehn, 1944
    - Vitticatantops Sjöstedt, 1931
    - Vohemara Dirsh, 1966
    - Willemsella Miller, 1934
    - Xenotettix Uvarov, 1925
    - Zeylanacris Rehn, 1944